# Acquario (CoCo)
Acquario è il primo album in studio del rapper e cantante italiano CoCo, pubblicato il 24 maggio 2019 dalla Island Records e dalla Universal.

## Tracce
Testi di Corrado Migliaro, eccetto dove indicato.
1. Tutto uguale – 3:36 (musica: Rosario Castagnola, Sarah Tartuffo)
2. Vorrei – 2:36 (musica: Guido Parisi)
3. Nice 2 meet u – 3:07 (musica: Guido Parisi)
4. Non ho più amici (feat. Gemitaiz) – 3:38 (testo: Corrado Migliaro, Davide De Luca – musica: Valerio Passeri)
5. Bugie diverse – 3:20 (testo: Corrado Migliaro, Davide Petrella – musica: Rosario Castagnola)
6. Forse no – 3:22 (musica: Rosario Castagnola, Sarah Tartuffo)
7. Se mi perdo altrove (feat. Ernia, Mecna) – 4:42 (testo: Corrado Migliaro, Matteo Professione, Corrado Grilli – musica: Rosario Castagnola)
8. Colpisci – 3:11 (musica: Rosario Castagnola, Sarah Tartuffo)
9. Dietro front – 3:27 (testo: Corrado Migliaro, Marcello Valerio – musica: Rosario Castagnola, Sarah Tartuffo)
10. Carillon (feat. Luchè) – 2:39 (testo: Corrado Migliaro, Luca Imprudente – musica: Antonio Lago)
11. Calabasas – 3:43 (musica: Kenzi Alberti Harleman)
12. Meglio se ora vai – 2:46 (musica: Valerio Passeri)
13. Sebastian – 2:16 (musica: Rosario Castagnola)
14. Mio (Freestyle) – 3:53 (musica: Davide Totaro)

## Formazione
Musicisti
- CoCo – voce
- Gemitaiz – voce aggiuntiva (traccia 4)
- Ernia – voce aggiuntiva (traccia 7)
- Mecna – voce aggiuntiva (traccia 7)
- Luchè – voce aggiuntiva (traccia 10)

Produzione
- D-Ross – produzione (tracce 1, 5, 6, 7, 8, 9 e 13)
- Star-T-Uffo – produzione (tracce 1, 6, 8 e 9)
- Geeno – produzione (tracce 2 e 3)
- Valerio Nazo – produzione (tracce 4 e 12)
- Yung Snapp – produzione (traccia 10)
- Srabi Machine – produzione (traccia 11)
- Dat Boi Dee – produzione (traccia 14)

## Classifiche
| Classifica (2019) | Posizione massima |
| ----------------- | ----------------- |
| Italia            | 6                 |